# Skaneateles Lake
Der Skaneateles Lake ist ein See der Finger Lakes im US-Bundesstaat New York.
Der Name "Skaneateles" bedeutet in einer der lokalen Irokesen-Sprachen „langer See“.
Der See entstand als Moränensee am Ende der letzten Eiszeit.
Der Skaneateles Lake hat eine Fläche von 26 km², eine Länge von 26 km sowie eine maximale Breite von 2,4 km.
Der See liegt auf einer Höhe von 263 m.
Der Skaneateles Lake gilt als sauberster See der Finger Lakes. Er dient als Trinkwasser-Reservoir für Syracuse und weitere Städte.
Aus diesem Grunde wird besonderes Augenmerk auf die Wasserqualität im See und seinem Einzugsgebiet gelegt.
Die Ufer des Skaneateles Lake gehören zu folgenden Countys: Onondaga County, Cayuga County und Cortland County. 
Der Ort Skaneateles mit einer Einwohnerzahl von etwa 2500 liegt am Nordende des Sees.   
Seit 1881 gibt es Sommer-Cottages am See. Mittlerweile beträgt ihre Anzahl über 2000.
Der See ist beliebt als Segelgewässer. Seit 1847 gibt es Regatten auf dem Skaneateles Lake.